# Argyreia longifolia
Argyreia longifolia är en vindeväxtart som först beskrevs av Collett och Hemsl., och fick sitt nu gällande namn av Raiz. Argyreia longifolia ingår i släktet Argyreia och familjen vindeväxter. Inga underarter finns listade i Catalogue of Life.